# Buenaventuras flygplats
Buenaventura är en flygplats i Colombia. Den ligger i den västra delen av landet, 300 km väster om huvudstaden Bogotá. Buenaventura ligger 14 meter över havet.
Terrängen runt Buenaventura är platt. Runt Buenaventura är det ganska glesbefolkat, med 47 invånare per kvadratkilometer. Närmaste större samhälle är Buenaventura, 8,1 km nordväst om Buenaventura. I omgivningarna runt Buenaventura växer i huvudsak städsegrön lövskog.